# Březen 2025
Toto je archivovaný článek z portálu Aktuality.
2. března – neděle
 Soukromá sonda Blue Ghost M1 přistála na povrchu Měsíce. 
 Romantická komedie Anora režiséra Seana Bakera byla na 97. ročníku udílení Oscarů oceněna jako nejlepší film. 
6. března – čtvrtek
 Poslanecká sněmovna Parlamentu České republiky schválila smlouvu se Svatým stolcem. 
 Při navigační chybě dva letouny KF-16 jihokorejského letectva shodily osm bomb Mark 82 na obydlenou oblast v Pchočchonu v provincii Kjonggi, přičemž zranily 29 lidí v blízkosti střelnice. 
 Soukromá sonda Nova-C Athena přistála na povrchu Měsíce. 
8. března – sobota
 Česká filmová a televizní akademie na slavnostním ceremoniálu Českého lva 2024 předala ceny. Nejlepším celovečerním filmem se staly Vlny. 
 SOHR: Střety mezi syrskými vládními silami a silami bývalého režimu si v provinciích Latákie a Tartús vyžádaly 700 mrtvých alavitských civilistů. 
9. března – neděle
 Mark Carney byl zvolen předsedou Liberální strany Kanady a stane se tak novým kanadským premiérem. 
11. března – úterý
 Bývalý filipínský prezident Rodrigo Duterte byl zatčen na letišti v Manile a vydán Mezinárodnímu trestnímu soudu. 
16. března – neděle
 Při požáru hudebního klubu v Kočani v Severní Makedonii zemřelo 59 lidí. 
18. března – úterý
 Izrael spustil operaci Síla a meč a po dvouměsíčním příměří obnovil útoky na teroristické cíle v pásmu Gazy. 
19. března – středa
 Environmentální organizace Greenpeace byla v Severní Dakotě odsouzena za blokování stavby ropovodu k zaplacení odškodného ve výši 650 milionů USD. 
 Istanbulský starosta Ekrem İmamoğlu byl zatčen a obviněn z korupce, podvodu, napomáhání teroristické organizaci PKK a vedení zločinecké organizace. 
21. března – pátek
 Novou předsedkyní Mezinárodního olympijského výboru byla zvolena bývalá zimbabwská plavkyně Kirsty Coventryová. 
 Izraelská protivzdušná obrana sestřelila balistickou raketu vypálenou jemenskými Hútíi na Ben Gurionovo letiště. 
25. března – úterý
 Slovenská vláda vyhlásila na celém území Slovenska kvůli nákaze slintavkou a kulhavkou mimořádnou situaci. 
 Soud v Tokiu nařídil rozpuštění Církve sjednocení. 
26. března – středa
 V rámci aféry "Signalgate" došlo několika vysokými představiteli administrativy Donalda Trumpa, včetně viceprezidenta J. D. Vance a ministra obrany Peta Hegsetha, k úniku citlivých dat, která jimi byla vzájemně sdílena v nezabezpečeném chatu na platformě Signal. 
 Keňa uznala nezávislost Kosova. 
27. března – čtvrtek
 Sedm turistů, z nich šest Rusů, zahynulo při havárii ponorky u egyptského letoviska Hurghada. Další lidé jsou pohřešováni. 
28. března – pátek
 Myanmar a Thajsko zasáhlo zemětřesení o síle 7,7 Richterovy stupnice. Může mít až tisíce obětí. 
 Americký viceprezident J. D. Vance navštívil americkou základnu Pituffik na ostrově Grońsko v Dánském království. 
31. března – pondělí
 Marine Le Penovou odsoudil francouzský soud za zpronevěru unijních peněz  k trestu odnětí svobody. 